# 古田貴之
古田 貴之（ふるた　たかゆき、1968年 - ）は、日本のロボットクリエーター、工学博士。千葉工業大学未来ロボット技術研究センター所長。

## 人物
「ロボットにはもっと多様な可能性がある・不自由なものを不自由でなくする」を持論に「人と環境にやさしいロボット」の開発を昼夜めざし、根っからの仕事好き。家系をたどると、茶人古田織部を先祖に持つ。愛妻家で2児の父。子煩悩。自身が物にインスパイアされることを大事にしているため、子供が使うものでもデザインにこだわって物を選び子供が手にするものは将来的にモノを作るセンスや発想力に繋がると考えている。
組織上、千葉工大の教員という立場ではないが「千葉工業大学 東京スカイツリータウンキャンパス」では、訪問者にサイエンスやテクノロジーの楽しさや可能性をイベント等で伝えることもある。
ゲーム「ROBOTICS;NOTES」のキャラクター、「日高昴」のモデルとなった。
メカニックデザイナー河森正治のファンであり、河森がデザインしたバルキリーのガウォーク形態を「機能美」「理に適っている」と称賛する。自身の研究室にはバルキリー玩具のコレクションコーナーがある。

## 来歴
- 1968年に東京で父が医者という家庭で生まれ、2歳から7歳までの幼少期をインド（ニューデリー）で過ごす。アメリカンスクールのナーサリーと幼稚園へ通う。
- 1971年（3歳の頃）鉄腕アトムの天馬博士を見てロボット博士を志す。当時、通っていたインドの仏教寺で日本人の高僧、藤井日達の教えを受ける。最後の弟子と藤井から子供時代に言われていた。日本に帰国後、14歳のとき、サッカーの授業中に突如意識が飛び昏睡に陥り、2週間後目を覚ますも脊髄の難病（治るのは一万人に一人）にかかり下半身は麻痺し、余命は持って8年（当時この病に罹って最も生きた人物が8年）との宣告を受け入院生活を余儀なくされ車椅子が手放せなくなるものの、奇跡の復活。
- 冨山健研究室に憧れ、青山学院大学理工学部入学。青山学院大学大学院理工学研究科機械工学専攻博士後期課程中途退学。
- 1996年、同大学理工学部機械工学科助手となる。
- 1998年、科学技術振興機構（文部科学省特殊法人）ERATO北野共生システムプロジェクトに所属。ロボット開発グループリーダーとして、ERATO北野共生システムプロジェクトに携わり、ヒューマノイドロボット開発に従事する。
- 2000年、博士（工学）取得。世界で初めて人工知能を搭載したサッカーをするロボットやバック転するロボット「morph2」を開発する。
- 2002年、山中俊治と人間型ロボット「morph3」を共同開発する。
- 2003年、千葉工業大学未来ロボット技術研究センターfuRo （Future Robotics Technology Center）所長へ着任する。大学の付属機関ではなく学校法人の直轄機関として大学とは独立しており、外部との提携など所長裁量決定できるため、身軽さを武器に、次々に新しい開発を試み、8つの脚を持つ車型ロボット「ハルキゲニア01」を開発する。それは、坂道、段差でも車体を水平に維持したままで走行できる8本足の電気自動車プロトタイプモデルであり、その進化型ロボット「ハルク2」を更に開発し、車輪型から昆虫型、哺乳類型に変形するこの「ハルク2」は、多くのメディアに登場し、気鋭のロボットクリエーターとして世界各国から注目を集めている。

## 書籍

### 単著
- 『不可能は、可能になる 「一生、車椅子」の宣告を受けたロボット研究者の挑戦』（2010年9月12日、PHP研究所）ISBN 978-4569777061

### 監修
- 『ブリタニカ科学まんが図鑑 ロボット』（文:ボンボンストーリー、絵:ジョン・ユンチェ、監修:古田貴之）（2018年8月7日、ナツメ社）ISBN 978-4816365072
- 『未来が広がる最新ロボット技術』全3巻（2022年、汐文社）ISBN 978-4811313160
- 『くらべてわかるロボットと人体のしくみ大研究 からだのつくり、動きのしくみ、脳や心のはたらきまで』（著者:ジョン・アンドリューズ、絵:ミシェル・ティリー、監修・翻訳古田貴之）（2023年7月22日、誠文堂新光社）ISBN 9784416523445

## テレビ出演
- 『未来ビジョン 元気出せ!ニッポン!』（2010年4月3日、BS11デジタル） - 第1回 『ロボット産業で未来を拓く!』にゲスト出演。
- 『日経スペシャル カンブリア宮殿』 ニッポン人よ、大志を抱け！ ～夢を仕事にした人スペシャル～（2011年1月6日、テレビ東京）[2]
- 『課外授業ようこそ先輩』（2013年2月24日、NHK) - 「ロボットとボクらの未来」
- 『激レアさんを連れてきた。』（2019年8月17日、テレビ朝日）
- 『徹子の部屋』（2022年12月22日、テレビ朝日）
- 『ワルイコあつまれ』（2023年9月23日、NHK Eテレ）